# Rituparno Ghosh
Pour les articles homonymes, voir Ghosh.
Rituparno Ghosh, né le 31 août 1963 à Calcutta (Inde) et mort le 30 mai 2013 dans la même ville, est un réalisateur et scénariste indien tournant le plus souvent ses films en bengali.

## Biographie
Rituparno Ghosh tourne son premier film, Hirer Angti, en 1994. Il réalise plusieurs autres films qui lui permettent de remporter de nombreux prix nationaux et internationaux. Il a joué dans quelques-uns de ses films.
Rituparno Ghosh assume son homosexualité et, dans les dernières années de sa vie, ne porte que des robes de femme. Selon les critiques, ses films donnent une voix aux minorités sexuelles.
Il décède le 30 mai 2013 d'une crise cardiaque, ayant souffert depuis plusieurs jours d'une inflammation du pancréas.

## Filmographie

### Comme réalisateur
- 1992 : Hirer Angti
- 1994 : Unishe April
- 1998 : Dahan
- 1999 : Asukh
- 2000 : Bariwali
- 2000 : Utsab
- 2002 : Titli
- 2003 : Shubho Mahurat
- 2003 : Chokher Bali
- 2004 : Raincoat
- 2005 : Antar Mahal
- 2006 : Dosar
- 2007 : The Last Lear
- 2008 : Khela
- 2009 : Abohomaan
- 2009 : Shob Charitro Kalponik
- 2011 : Mumbai Cutting
- 2011 : Kashmakash
- 2012 : Chitrangada
- 2013 : Satyanweshi (d'après Chorabali de Sharadindu Bandyopadhyay)
- 2013 : Jeevan Smriti (documentaire)

### Comme scénariste
Il est scénariste sur tous ses films excepté Dosar (2006). De plus, il est scénariste sur les films suivants :
- 2010 : Memories in March de Sanjoy Nag

### Comme acteur
- 2010 : Un autre amour (Aarekti Premer Golpo) de Kaushik Ganguly

## Distinctions

### Récompenses
- Berlinale 2000 : Netpac Award pour Bariwali
- Festival international du film de Bombay 1999 : FIPRESCI Prize pour Asukh
- Festival international du film de Bombay 2002 : FIPRESCI Prize pour Titli
- National Film Awards 2003 : Prix du Lotus d'argent du meilleur film régional (Bengali) pour Shubho Mahurat
- National Film Awards 2009 : Prix du Lotus d'argent du meilleur film régional (Bengali) pour Shob Charitro Kalponik
- National Film Awards 2010 : Prix du Lotus d'argent du meilleur réalisateur pour Abohomaan
- National Film Awards 2013 : Prix du Lotus d'argent du jury pour Chitrangada
- Banga Bibhushan en 2013

### Nominations
- Festival international du film de Karlovy Vary 1998 : Globe de cristal pour Dahan
- Festival international du film de Busan 1996 : New Currents Award pour Unishe April
- Festival international du film de Bombay 2003 : Meilleur film indien pour Shubho Mahurat
- Festival international du film de Chicago 2003 : Gold Hugo du meilleur film pour Chokher Bali
- Festival international du film de Locarno 2003 : Léopard d'or pour Chokher Bali
- Festival international du film de Karlovy Vary 2004 : Globe de cristal pour Raincoat
- Festival international du film du Kerala 2005 : Grand Coucal d'Or pour Antarmahal: Views of the Inner Chamber
- Festival international du film de Locarno 2005 : Léopard d'or pour Antarmahal: Views of the Inner Chamber
- Festival du film asiatique de Deauville 2010 : Lotus du meilleur film pour Abohomaan